# Rhodaliidae
Famille
Synonymes
- Angelidae Fewkes, 1886[1]
- Rhodalidae Haeckel, 1888[1]

Les Rhodaliidae sont une famille de siphonophores (hydrozoaires coloniaux).

## Liste des genres
Selon World Register of Marine Species (7 septembre 2020) :
- genre Angelopsis Fewkes, 1886
- genre Arancialia Hissmann, 2005
- genre Archangelopsis Lens & van Riemsdijk, 1908
- genre Dendrogramma Just, Kristensen & Olesen, 2014
- genre Dromalia Bigelow, 1911
- genre Rhodalia Haeckel, 1888
- genre Steleophysema Moser, 1924
- genre Stephalia Haeckel, 1888
- genre Thermopalia Pugh, 1983
- genre Tridensa Hissmann, 2005

## Publication originale
- (de) Ernst Haeckel, « System der Siphonophorenauf phylogenetischer Grundlage entworfen », Jenaische Zeitschrift für Naturwissenschaft, Iéna, Inconnu, inconnu, Gustav Fischer Verlag et Gustav Fischer Verlag, vol. 15,‎ 1888, p. 1-46 (OCLC 2447917, lire en ligne).